# Stalnaïa Verchina
Pour l’article homonyme, voir Eurasia.
Stalnaïa Verchina (en russe : Стальная Вершина) anciennement appelé Eurasia Tower est un gratte-ciel de 309 mètres situé à Moscou (Russie), dans le nouveau centre d'affaires Moskva-City.
Eurasia entre en exploitation en 2015, avec plusieurs années de retard sur le planning initial.